# Phyllotopsis
Phyllotopsislà một chi nấm trong họ Tricholomataceae.